# Malacizálódás
A Malacizálódás (Moss Piglets) a South Park című amerikai animációs sorozat 285. része (a 21. évad 8. epizódja). Elsőként 2017. november 15-én sugározták az Egyesült Államokban a Comedy Central műsorán. Magyarországon szinkronosan 2017. november 30-án szintén a Comedy Central mutatta be.
Az epizód főként azt a jelenséget tárgyalja, hogy a 2016-tól kezdődő, a sportmérkőzéseken a nemzeti himnusz lejátszása alatt történő tiltakozások miatt hogyan csökkent az NFL-mérkőzések nézettsége.

## Cselekmény
Az iskola gyógypedagógiai osztályában a diákok a tudományos versenyre készülnek. Nathan és Mimsy ecet és sütőpor felhasználásával építettek egy vulkánt, amihez nagy reményeket fűznek, mert így akarják lenyűgözni a lányokat. Timmy és Jimmy saját projekttel indulnak: medveállatkákkal foglalkoznak, akikről a tévéből hallottak. Felfedezték, hogy a medveállatkák táncolnak Taylor Swift zenéjére - Nathan aggódni kezd, mert szerinte le fogják őket győzni, ezért éjszaka beszöknek a laborba, hogy szabotálják a dolgokat. A dolog azonban a visszájára sül el, mert a medveállatkák szociálisan fejlődnek és már hokey pokeyt táncolnak. Másnap fekete helikopterekkel és limuzinokkal ügynökök érkeznek az iskolába, akik azt állítják, hogy segíteni akarnak a kísérletben, merthogy a túlélésük múlik rajta. Ennek érdekében mindent megadnak Jimmynek és Timmynek, amire szükségük van, többek között a többi gyereket is arra kényszerítik, hogy csak ezen dolgozzanak. Nathan és Mimsy elhatározzák, hogy leleplezik magukat a dicsőségért - ám ekkor kiderül, hogy az emberek nem a kormánytól érkeztek, hanem az NFL-től, Jerry Jones vezetésével. Jimmy azt hiszi, hogy a medveállatkák azért érdeklik őket, mert így akarnak rájönni arra, hogyan bírhatják ki a sportolók az agyrázkódást. Valójában az NFL azt akarja, hogy ezek az állatok legyenek a szurkolók a meccseken, amiket a közönség a sok tiltakozás és a botrányok hatására bojkottál. A soron következő Buffalo Bills - Los Angeles Chargers meccsen már tizenhétmillió "néző" vett részt, mert üvegben viszik ki a szinte teljesen üres lelátókra a medveállatkákat - de az NFL-nek még intelligensebbekre van szüksége. 
Eközben a lányok aggódni kezdenek Heidi miatt, mert egyre jobban hasonlít Cartmanre: elhízik és magára veszi az ő összes trágár manírját. Mr. Mackey behívatja magához, mert korábban jelentkezett a tudományos verseny zsűrijébe, de ő agresszívan visszautasítja a felkérést. Mr. Mackey mindazonáltal rákényszeríti arra, hogy vegyen részt. Heidi panaszkodni kezd erről a barátnőinek és kifogást próbál találni arra, hogy ne kelljen elmennie. Ezután iskolagyűlést hív össze, ahol közli, hogy felháborító, hogy az iskola túlpénzelt, haszontalan programokat tart. Amikor a barátnőit is szidalmazni kezdi, Cartman megpróbálja rábírni, hogy maradjon a tárgynál, de Heidi agresszívan letorkolja őt is. Mr. Mackey szerint Heidi pont olyan lett, mint Cartman, csak ő be is fejezi azt, amit elkezdett.
PC igazgató és Mr. Mackey lefújja a tudományos versenyt, de az NFL emberei fegyvert rántanak és kényszerítik őket a kísérlet befejezésére. Heidi követeli Cartmantől, hogy csináljon valamit. Amikor Cartman azt mondja neki, hogy "ne legyen már ilyen picsa", erőszakkal rábírja őt, hogy vonja vissza a szavait. A medveállatkák továbbfejlődnek és fel tudják venni a részükre beküldött szurkolói holmikat, Heidi azonban magához veszi az állatok akváriumát és elrohan vele. Mikor utolérik és körbeveszik, Cartman könyörög neki, hogy álljon le és legyen olyan, mint régen, ő azonban ehelyett kiissza az akváriumot.
Az epizód végén Cartman és Heidi együtt nézik a tévét (Cartman láthatóan összezavarodottan és félve Heidi terrorjától), miközben az NFL emberei Nathan és Mimsy vulkánját tanulmányozzák.

## Fordítás
- Ez a szócikk részben vagy egészben  a   Moss Piglets (South Park) című angol Wikipédia-szócikk ezen változatának fordításán alapul.  Az eredeti cikk szerkesztőit annak laptörténete sorolja fel. Ez a jelzés csupán a megfogalmazás eredetét és a szerzői jogokat jelzi, nem szolgál a cikkben szereplő információk forrásmegjelöléseként.